# Levi Leipheimer
Levi Leipheimer (Butte, 24 ottobre 1973) è un ex ciclista su strada statunitense.
Professionista dal 1997 al 2012, ha vinto il Tour de Suisse 2011, oltre alla medaglia di bronzo a cronometro ai Giochi olimpici 2008 di Pechino.

## Carriera

### 1997-2007: I primi anni
Iniziò la carriera da professionista nel 1997 con la squadra Comptel Data Systems-Colorado Cyclist. Si distinse negli anni 2000 e 2001 come gregario di Lance Armstrong alla US Postal Service. Il primo risultato di rilievo arrivò proprio nel 2001, alla Vuelta a España: qui Leipheimer corse come gregario di Roberto Heras riuscendo a classificarsi terzo in classifica generale. Dopo tre stagioni alla Rabobank, nel 2005 passò alla Gerolsteiner; quell'anno, oltre a chiudere sesto al Tour de France, vinse il Giro di Germania con 31 secondi di vantaggio su Jan Ullrich.
Nel 2006 vinse il Critérium du Dauphiné Libéré ed annunciò la sua partecipazione al Tour de France, stavolta con velleità di vittoria. La cronometro dell'8 luglio però, lo allontanò irrimediabilmente dalla vetta della classifica (oltre sei minuti il ritardo accumulato quel giorno) e la crisi nella tappa del 12 luglio gli impedirono di ottenere un piazzamento in classifica generale a Parigi: terminò tredicesimo a quasi 20 minuti da Floyd Landis, vincitore (verrà poi squalificato per doping) della corsa.

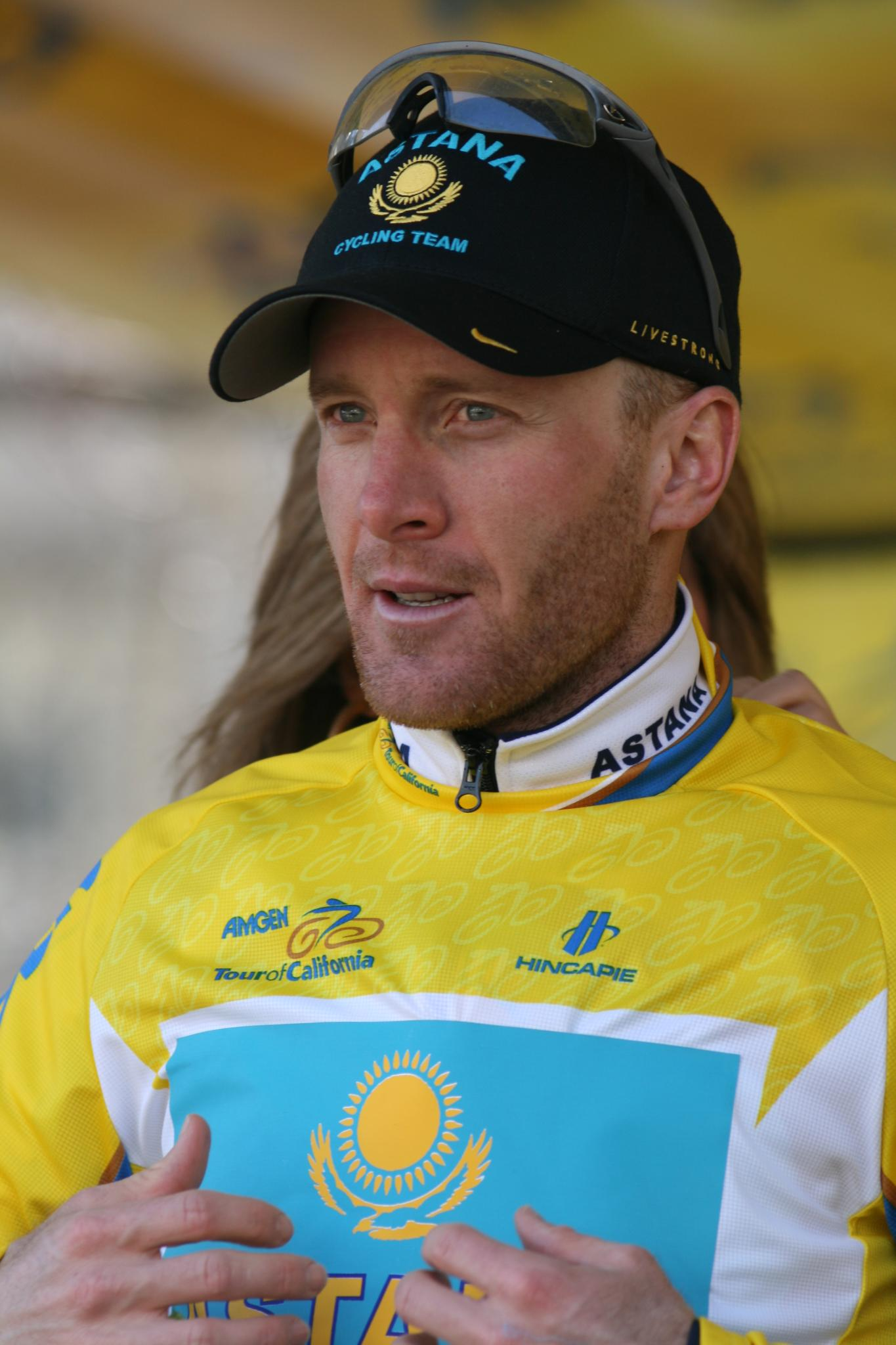
Levi Leipheimer al Tour of California 2009

Nel 2007 tornò a gareggiare per Johan Bruyneel, già suo direttore sportivo ai tempi della US Postal Service, tra le file della Discovery Channel. Nel mese di febbraio si aggiudicò il Tour of California, vincendo anche il prologo e la frazione a cronometro; in luglio corse quindi il Tour de France ove, pur schierato come gregario del futuro vincitore Alberto Contador, seppe classificarsi terzo a soli 31 secondi dalla maglia gialla, aggiudicandosi anche la cronometro di Angoulême al penultimo giorno.

### 2008-2009: Astana
A seguito dello scioglimento della Discovery Channel, per la stagione 2008 Leipheimer seguì Bruyneel, Contador e altri sei ex compagni trasferendosi al team Astana. Con questa formazione trionfò di nuovo al Tour of California, poi in maggio partecipò al Giro d'Italia in appoggio a Contador (che vinse), chiudendo in diciottesima posizione. Dopo aver saltato il Tour de France per il mancato invito dell'Astana da parte degli organizzatori, il 13 agosto 2008 arrivò terzo nella prova a cronometro su strada dei Giochi Olimpici di Pechino, conquistando la medaglia di bronzo.
In settembre, alla Vuelta a España, conquistò entrambe le prove a cronometro e concluse la competizione al secondo posto assoluto, a soli 46 secondi dal vincitore, ancora Contador. Nonostante i favori del pronostico, complice l'assenza del favorito Fabian Cancellara, deluse invece nella prova a cronometro dei Campionati del mondo, disputata a Varese il 25 settembre, piazzandosi solamente quarto.
Tornò al successo nel febbraio 2009 aggiudicandosi una tappa a cronometro e la classifica generale al Tour of California; analogo risultato ottenne un mese dopo alla Vuelta a Castilla y León. In maggio prese il via al Giro d'Italia lavorando – come già fatto otto anni prima al Tour – come gregario per Lance Armstrong, appena rientrato alle corse. Nonostante i ruoli, in classifica riuscì a piazzarsi davanti al proprio capitano, ottenendo il sesto posto finale (quarto dopo le squalifiche di Danilo Di Luca e Franco Pellizotti).

### Dal 2010: Team RadioShack e Omega Pharma
Nel 2010 seguì nuovamente Bruyneel e Armstrong, in una squadra fondata da quest'ultimo, il Team RadioShack: quell'anno però, oltre al tredicesimo posto al Tour de France, non conseguì risultati di rilievo. Nel 2011 invece, dopo aver vinto una tappa al Tour of California, fece suo il Giro di Svizzera superando Damiano Cunego nella cronometro finale per soli 4 secondi; si aggiudicò poi anche il Tour of Utah e lo USA Pro Cycling Challenge in Colorado. Al termine della stagione, in vista dello scioglimento del Team RadioShack, si accasò alla formazione ProTour belga Omega Pharma-Quickstep.
All'inizio del 2012 si aggiudicò due tappe e la classifica generale del Tour de San Luis in Argentina; fu poi a lungo in lizza per vincere la Parigi-Nizza, tuttavia dovette ritirarsi nella penultima tappa a causa di una caduta. In aprile, mentre si stava allenando in vista del Giro dei Paesi Baschi, venne investito da un'auto riportando una contusione al polpaccio, ma nessuna frattura. Rientrato alle corse, concluse terzo al Tour de Suisse, sesto al Tour of Utah (con una vittoria di tappa) e terzo allo USA Pro Cycling Challenge.
Nell'ottobre 2012, dopo le confessioni rilasciate relativamente alle pratiche dopanti utilizzate quando correva con Armstrong, venne licenziato dalla sua squadra, la Omega Pharma-Quickstep. La USADA lo squalificò dal 1º settembre 2012 al 1º marzo 2013, revocandogli inoltre tutti i risultati sportivi conseguiti dal 1º giugno 1999 al 30 luglio 2006 e dal 7 al 29 luglio 2007.
Nel maggio del 2013 annunciò il ritiro.

## Palmarès
- 1995

Classifica generale Tour de la province de Namur
- 1998 (Saturn, due vittorie)

3ª tappa Tour de Beauce
Classifica generale Tour de Beauce
- 1999 (Saturn, tre vittorie)

Campionati statunitensi, Prova a cronometro
3ª tappa Tour de Beauce
Classifica generale Tour de Beauce
- 2000 (US Postal Service, una vittoria)

2ª tappa Circuit Franco-Belge
- 2001 (US Postal Service, una vittoria)

5ª tappa Redlands Bicycle Classic
- 2002 (Rabobank, due vittorie)

3ª tappa Route du Sud
Classifica generale Route du Sud
- 2004 (Rabobank, una vittoria)

4ª tappa Settimana Catalana
- 2005 (Gerolsteiner, due vittorie)

4ª tappa Deutschland Tour
Classifica generale Deutschland Tour
- 2006 (Gerolsteiner, tre vittorie)

Classifica generale Critérium du Dauphiné Libéré
Cronoprologo Tour of California
6ª tappa Giro della Germania
- 2007 (Discovery Channel, nove vittorie)

Cronoprologo Tour of California
5ª tappa Tour of California
Classifica generale Tour of California
Copperopolis Road Race
4ª tappa Tour de Georgia
5ª tappa Tour de Georgia
3ª tappa Tour of Missouri
Campionati statunitensi, Prova in linea
20ª tappa Tour de France
- 2008 (Astana, sei vittorie)

5ª tappa Tour of California
Classifica generale Tour of California
Prologo Critérium du Dauphiné Libéré
Clásica a los Puertos de Guadarrama
5ª tappa Vuelta a España
20ª tappa Vuelta a España
- 2009 (Astana, cinque vittorie)

3ª tappa Vuelta a Castilla y Leon
Classifica generale Vuelta a Castilla y Leon
6ª tappa Tour of California
Classifica generale Tour of California
Classifica generale Tour of the Gila
- 2010 (Team RadioShack, una vittoria)

1ª tappa Tour of the Gila (Silver City > Mogollon)
- 2011 (Team RadioShack, sei vittorie)

7ª tappa Tour of California
Classifica generale Tour de Suisse
Classifica generale Tour of Utah
1ª tappa USA Pro Cycling Challenge
3ª tappa USA Pro Cycling Challenge (cronometro)
Classifica generale USA Pro Cycling Challenge
- 2012 (Omega Pharma-Quick Step, quattro vittorie)

3ª tappa Tour de San Luis
4ª tappa Tour de San Luis
Classifica generale Tour de San Luis
6ª tappa Tour of Utah

### Altri successi
- 2001 (US Postal Service)

Classifica scalatori Redlands Bicycle Classic
- 2005 (Gerolsteiner)

Classifica scalatori Deutschland Tour
- 2006 (Gerolsteiner)

Classifica scalatori Tour of California
- 2009 (Astana)

4ª tappa Tour de France (Cronosquadre)
- 2011 (Team RadioShack)

Classifica scalatori Tour of Utah

## Piazzamenti

### Grandi Giri
- Giro d'Italia

2008: 18º
2009: 4º
- Tour de France

2002: 8º revocato
2003: non partito (2ª tappa)
2004: 9º revocato
2005: 6º revocato
2006: 13º revocato
2007: 3º revocato
2009: non partito (13ª tappa)
2010: 12º
2011: 32º
2012: 32º
- Vuelta a España

2001: 3º revocato
2003: 58º revocato
2008: 2º